# Château de Sarzay
Le château de Sarzay fut une imposante forteresse de la fin du Moyen Âge. Il se situe sur la commune de Sarzay dans le département de l'Indre.

## Historique
Ce village du Berry acquit le titre de cité en 1300. La paroisse dépendait de l'archevêché de Bourges.
La seigneurie de Sarzay appartenait à la famille de Barbançois depuis le milieu du XIVe siècle. C'est une famille de chevaliers dont les fils s'illustrèrent dans les batailles de la guerre de Cent Ans. Cette famille construisit le château et en resta propriétaire jusqu'en 1720 ; cette seigneurie fut érigée en marquisat en 1651.
Au départ, il s'agit d'une motte castrale entourée d'un fossé et défendue par une enceinte dont il ne reste plus qu'une tour-chapelle. En 1360, le seigneur de Sarzay, Guillaume de Barbançois, bouta les Anglais hors de la ville de La Châtre, avant de piller la ville pour son propre compte. Sarzay était à la limite du royaume de France, face aux Poitou, Limousin et Aquitaine, possessions anglaises. Vers 1440, Jean de Barbançois construisit un corps de logis flanqué de quatre tours, dont une desservant les étages. Les tours sont couronnées de mâchicoulis. Il contint l'invasion anglaise puis sortit intact de la guerre de Cent Ans, des guerres de Religion, de la Fronde, de la Révolution.
En 1538, dans un duel judiciaire, Hélion de Barbançois, âgé de 70 ans, tua François de Saint-Julien, sous l'œil étonné de François Ier.
Dans les années 1980, Richard et Françoise Hurbain décident d'acheter le château 790 000 francs. Il est alors employé d'EdF comme releveur de compteur en Seine-Saint-Denis et demande à être muté dans le secteur. 
Avec leurs fils Vincent, Luc et Gilles, ils commencent la rénovation du château qui est classé Monument historique depuis 1912. 
Ils demandent une subvention pour les travaux de restauration de la couverture qui a été effectuée par une entreprise, et les Monuments historiques refusent parce que l'accord sur les subventions doit être obtenu avant de commencer les travaux.
Quand la famille entreprend de creuser les douves pour les restaurer, les Monuments historiques portent plainte contre Richard Hurbain pour avoir entrepris sans autorisation des travaux sur un monument classé et un site archéologique. Il est condamné par le Tribunal correctionnel à une amende de 30 000 Francs et six mois de prison avec sursis.

## Description
Le château de Sarzay actuel, un donjon-logis flanqué d'une tour d'escalier, a été construit aux XVe et au XVIe siècles.
Les vestiges de la première enceinte sont percés d'un porche agrémenté d'armoiries du XVe siècle. Trente-huit tours auraient jalonné cette enceinte mais cela semble un chiffre exagérée. La basse-cour comporte divers bâtiments du XVe siècle et un logement du XIXe siècle. Le « donjon-logis » se compose d'un logis rectangulaire, cantonné aux angles de quatre tours rondes couronnées de mâchicoulis (XVe siècle). Sa porte, refaite au XVIIe siècle est située au pied d'une des tours. Le donjon-logis comporte quatre étages et la salle des gardes est au quatrième étage. Son aspect rappelle celui d'Anjony qui lui est contemporain.
De nombreuses salles meublées ont conservé leur authenticité. Le sommet des tours, où se situe une superbe charpente, permet de découvrir la beauté du paysage. Des douves profondes restaurées, la chapelle et la halle complètent la beauté du site.
Une tour de l'enceinte comporte au rez-de-chaussée la chapelle fortifiée.

## Protection
Le château dans son ensemble fait l’objet d’un classement au titre des monuments historiques depuis le 29 janvier 1912.

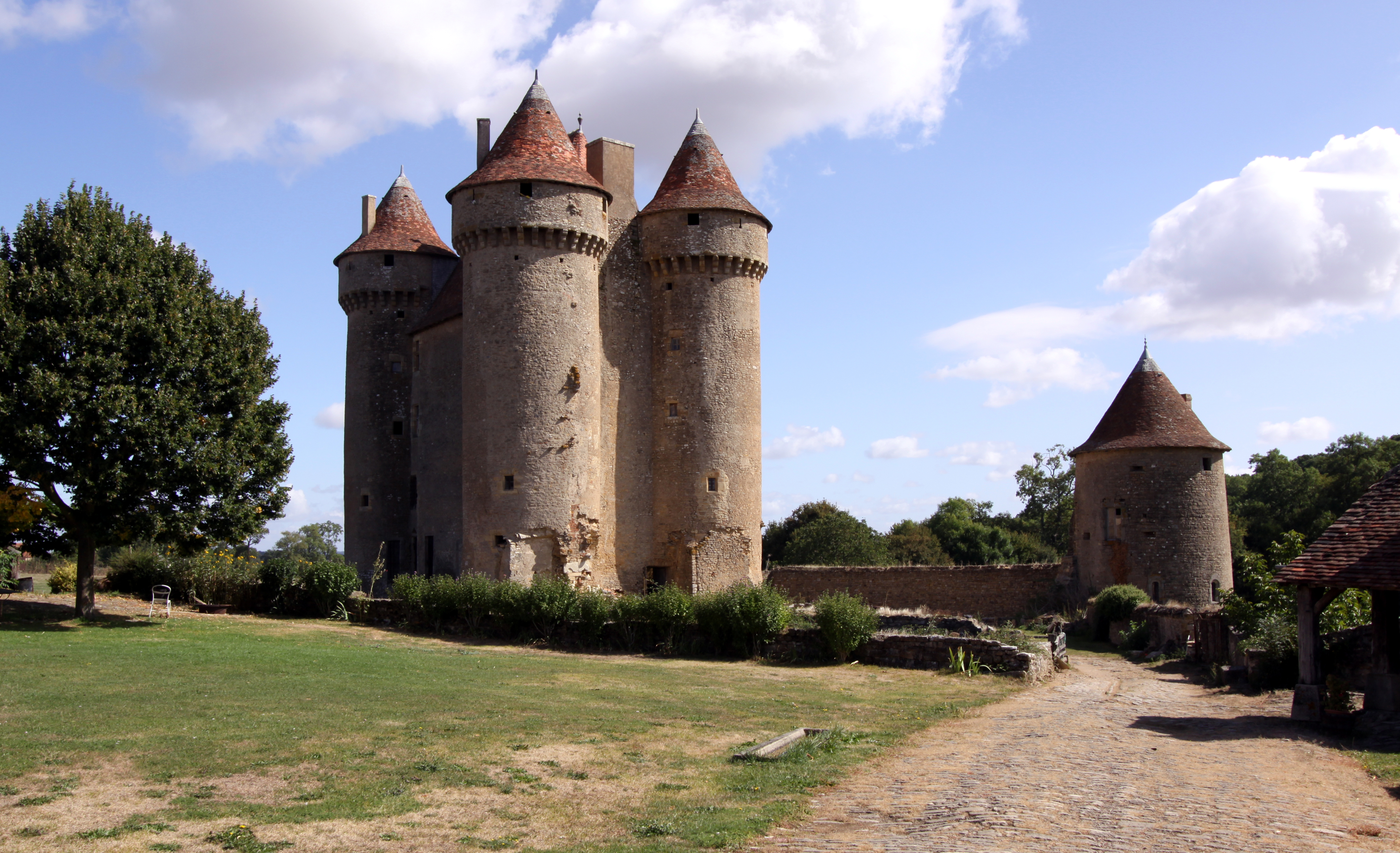
Vue d'ensemble.
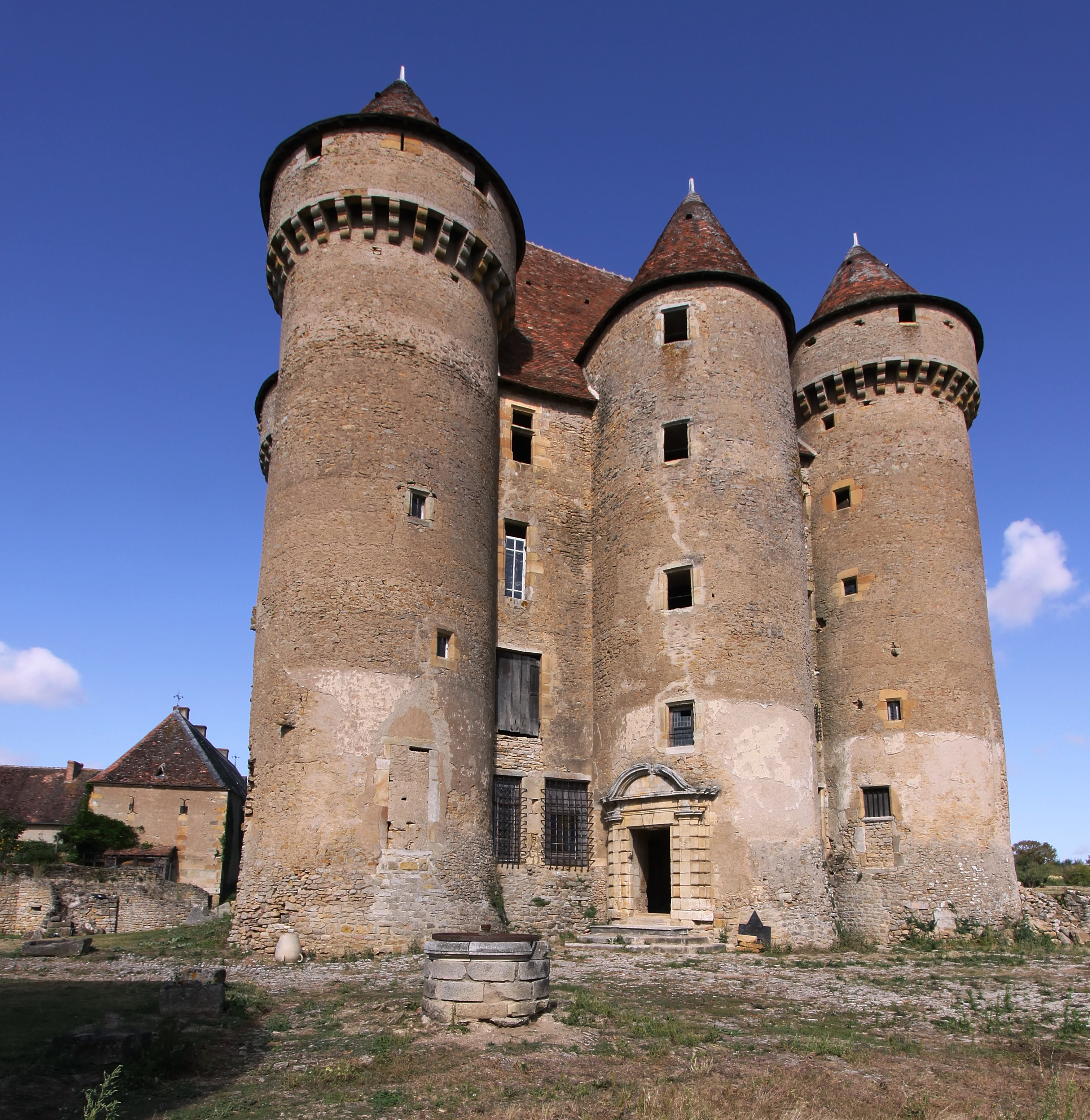
Côté sud avec tour à escalier.
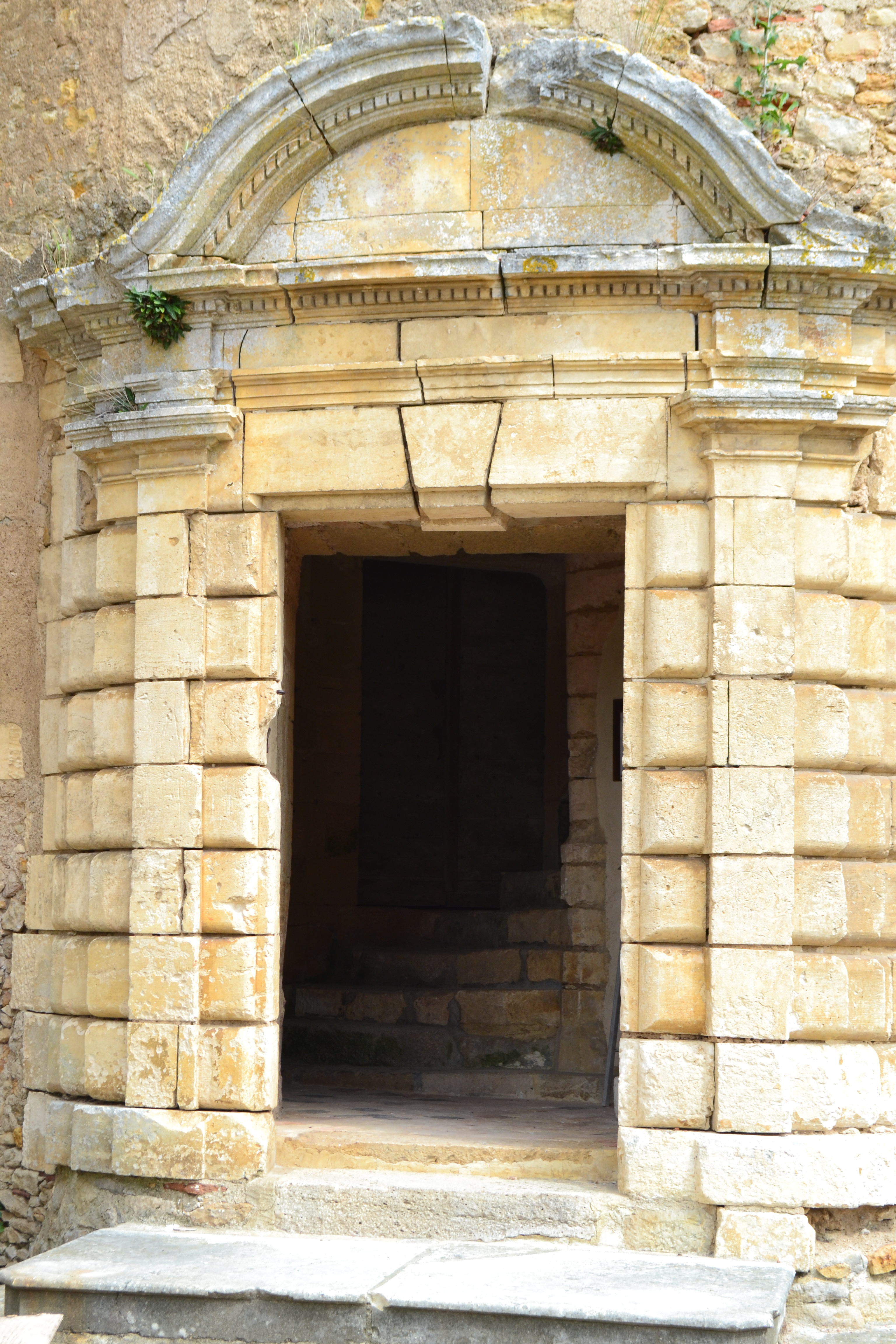
Entrée du château.
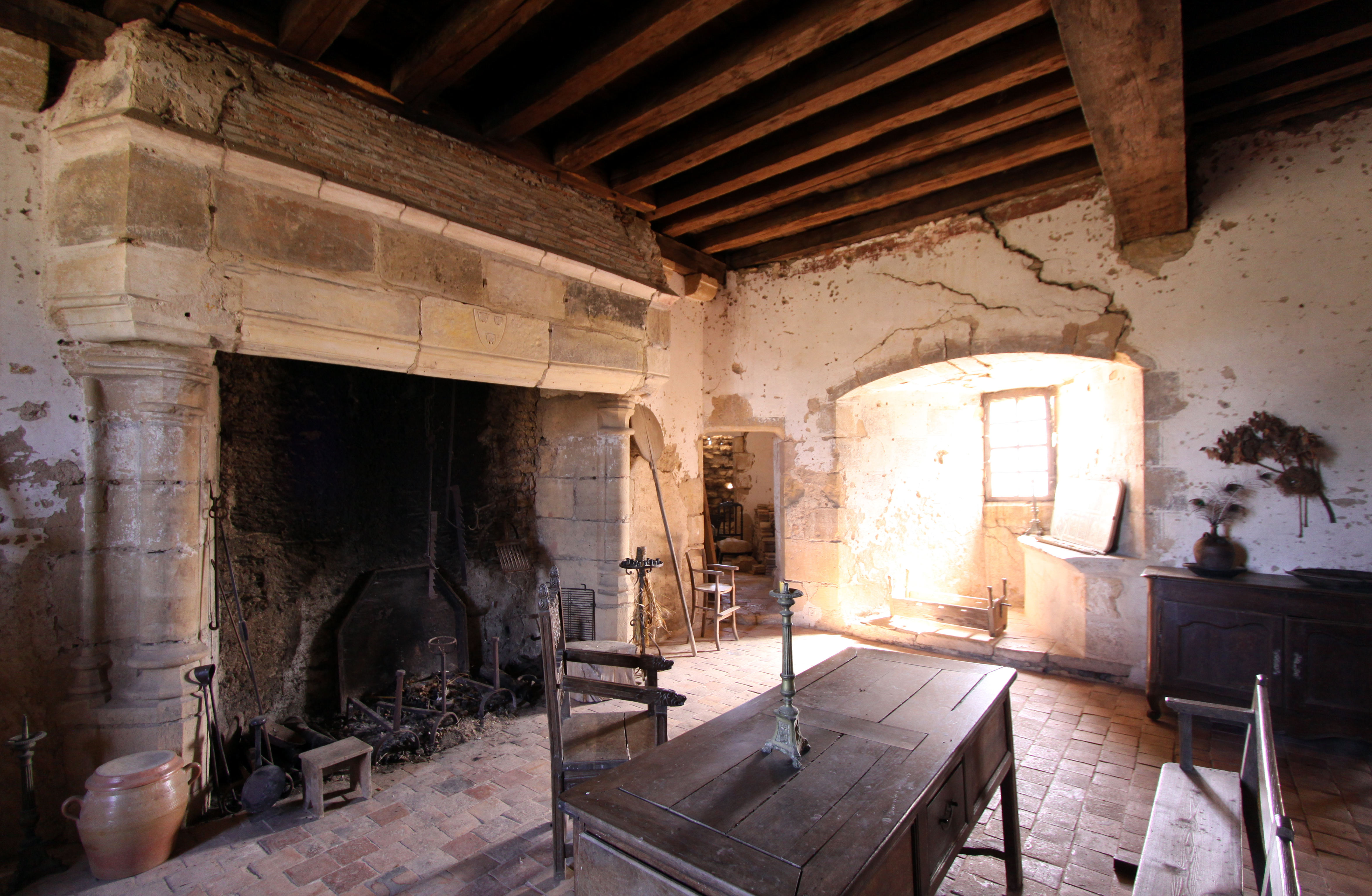
Pièce au premier étage.
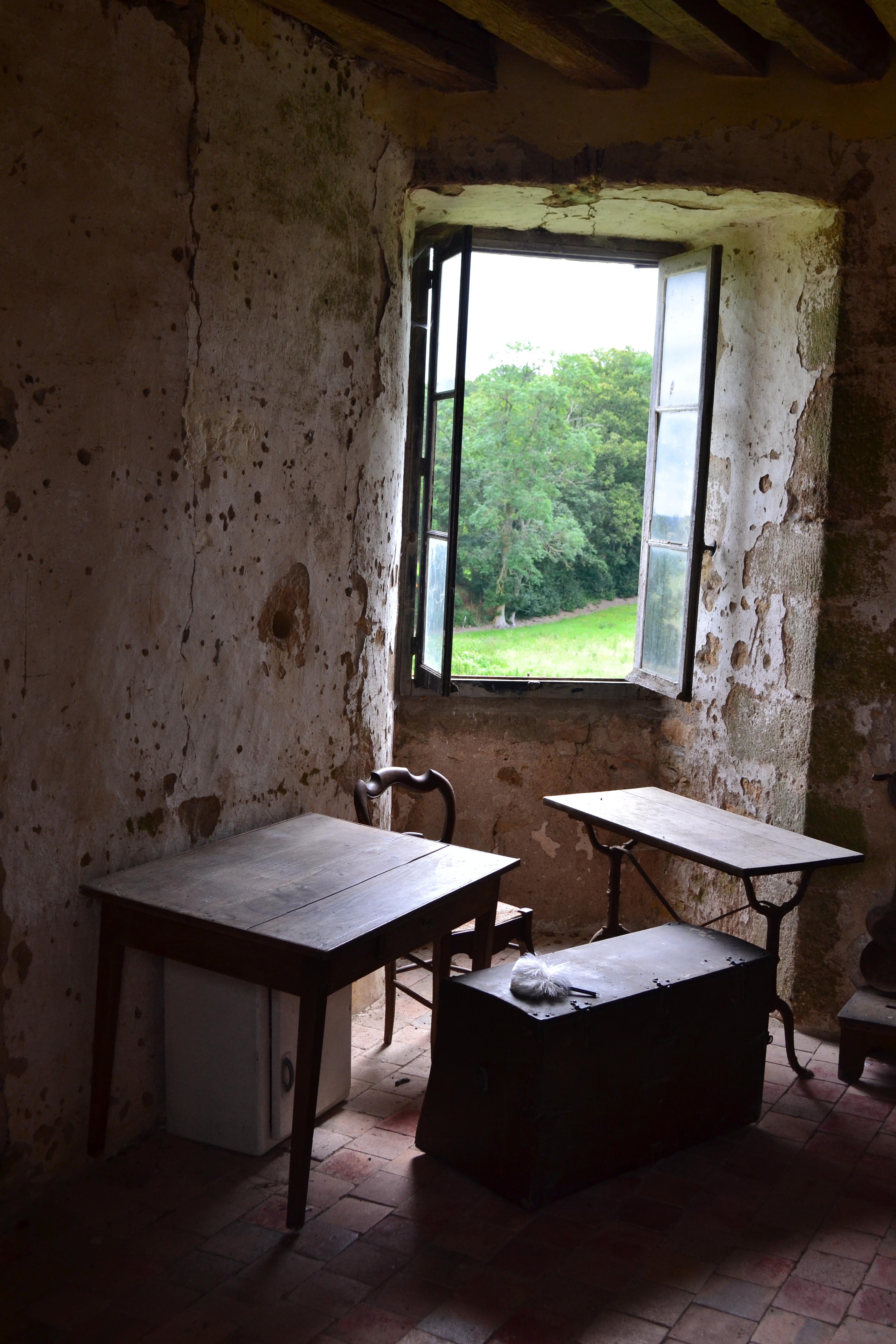
Intérieur.
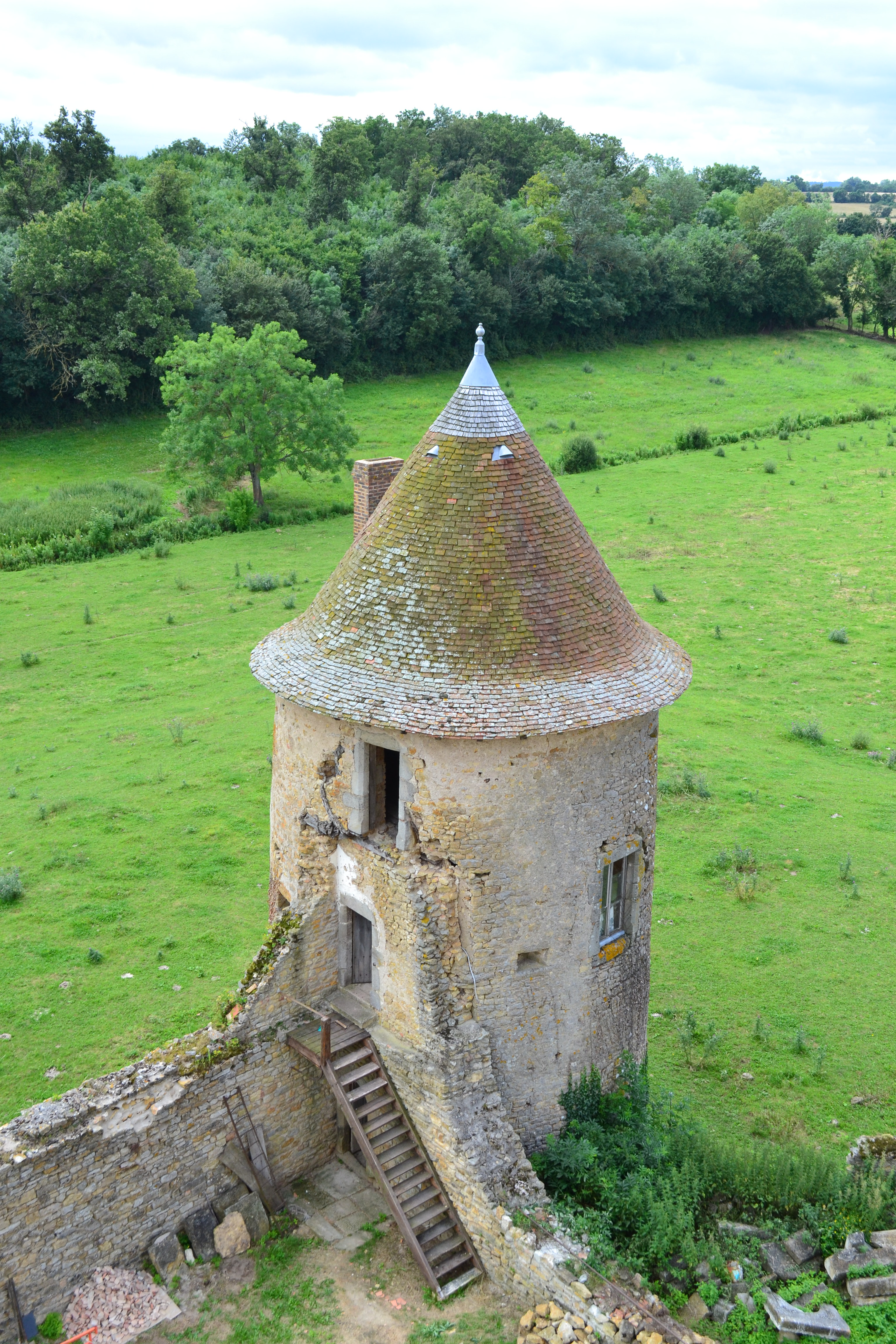
Chapelle.

## George Sand
L'édifice servit de cadre à George Sand pour son roman Le Meunier d'Angibault (1844), dans lequel il est décrit comme un castel assez élégant ou un manoir antique.

« Le château de Blanchemont avec son paysage, sa garenne et sa ferme, existe tel que je l'ai fidèlement dépeint ; seulement il s'appelle autrement... »

## De nos jours
Le château a été racheté au début des années 1980 par la famille de Richard Hurbain qui a assuré la restauration des douves, la construction de halles (sur un modèle médiéval), la restauration de dépendances pour en faire des chambres d'hôtes et un gîte rural.